# Cissonius

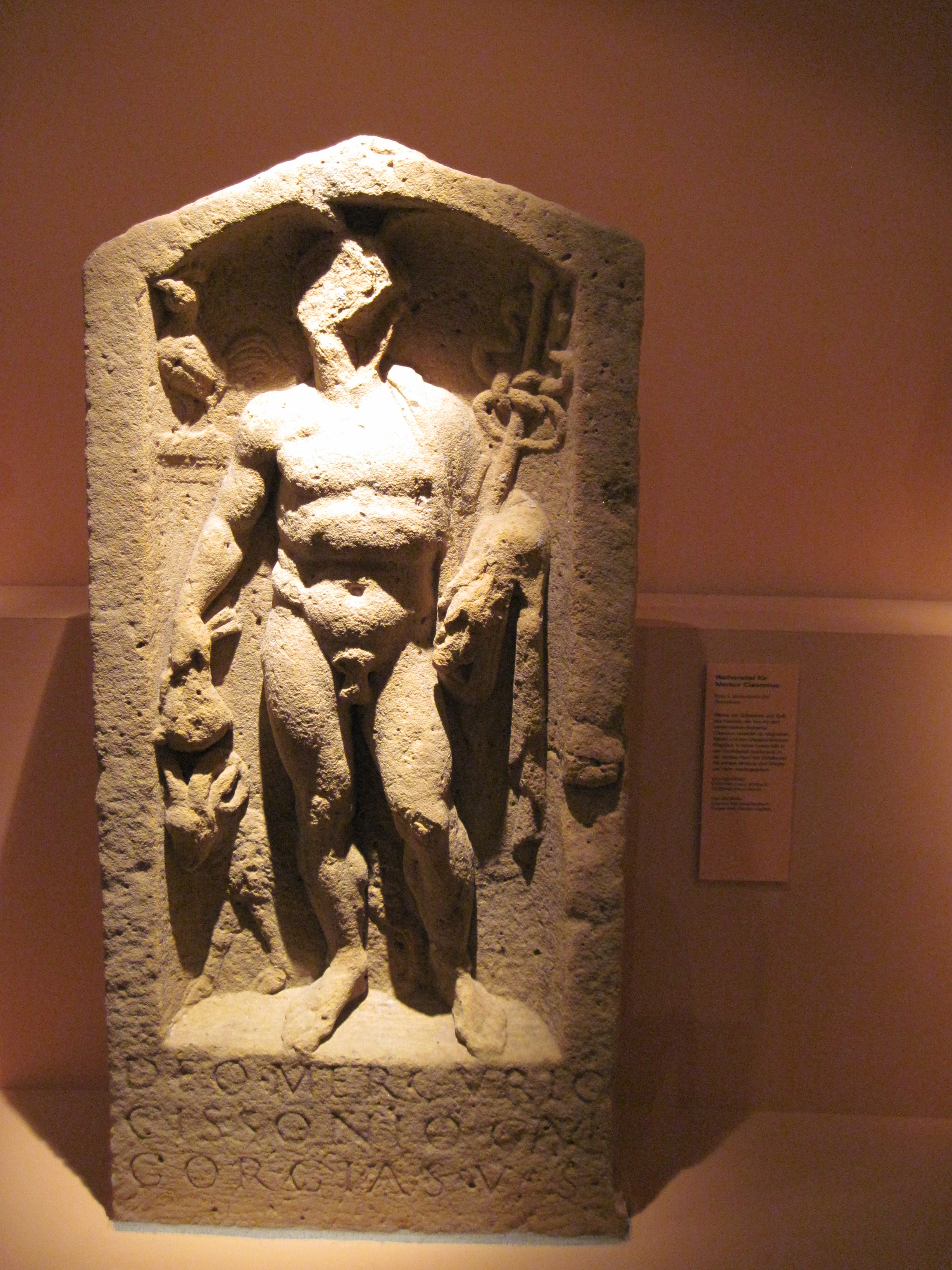
Relief mit Mercurius Cissonius aus Rheinzabern

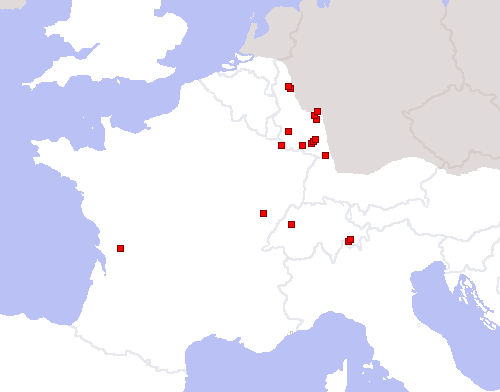
Verteilung der Cissonius-Inschriften

Cissonius, auch Cisonius, Cisnius, Cesonios, war ein keltischer Gott. Der Name wurde als „Tapferer“, „Abgelegener“ aber auch „Wagenfahrer“ gedeutet. Vermutlich war er Gott des Handels und Beschützer auf Reisen. In der Interpretatio Romana wird er deshalb mit Mercurius gleichgesetzt.
Cissonius war der in Gallien neben Visucius am weitesten verbreitete Beiname des Mercurius, seine Inschriften erstrecken sich von Frankreich nach Süddeutschland und die Schweiz bis nach Italien. Dargestellt wurde er als bärtiger behelmter Mann, auf einem Widder reitend mit einem Weinkelch, oder als junger Mann mit Flügelhelm und Heroldsstab, der als Opfergaben Hahn und Ziege entgegennimmt.
In einer Inschrift aus Promontogno wird Cissonus mit Matutinus oder Matunus gleichgesetzt. Der Name der Gemeinde Niederzissen im Landkreis Ahrweiler geht wahrscheinlich auf seine Verehrung zurück.

## Weiheinschriften
- AE 1974, 317 Pesaro (Pisaurum), Provinz Umbria: D(is) M(anibus) / P(ublius) Cissonius Datus / Cissoniae Primiti/vae lib(ertae) et coniugi / pientissimae et / Cissoniae Restitu/tae sorori et Dato / delicato posuit et / Cissonio Restituto / fratri pientissimo
- AE 1992, 1300 Promontogno, Provinz Raetia: Mercurio / [Ci]ssonio / [M]a[t]utino / [V]alerius / [Ge]rmani /
- CIL IV, 4732 Pompeji, Provinz Latium et Campania: Cissonius
- CIL XIII, 3659 Trier (Augusta Treverorum), Provinz Gallia Belgica: Me]rc(urio) Cisson[io] / [3]IV[
- CIL XIII, 4500 Creutzwald-la-Croix (Mediomatrici), Provinz Gallia Belgica: Deo C/isson/io P[3] / l(ibens) s(olvit)
- CIL XIII, 6085 Rheinzabern (Tabernae), Provinz Germania superior: Deo Mercurio / Cissonio C(aius) Atu[l(ius)] / Gorgias v(otum) s(olvit)
- CIL XIII, 4500 Creutzwald-la-Croix (Mediomatrici), Provinz Gallia Belgica: Deo C/isson/io P[3] / l(ibens) s(olvit)
- CIL XIII, 5373 Besançon (Vesontio), Provinz Germania superior: Deo Mercurio Cisso/nio Dubitatia Castula / natione Syria templum / et porticus vetustate / conlabsum denuo de suo / restituit
- CIL XIII, 6119 Hohenburg, Provinz Germania superior: Deo Cis/onio(!) ex / voto po/su(i)t Pat/ernus O
- CIL XIII, 6345 Stettfeld, Provinz Germania superior: [Mercu]r(io?) Cis/[sonio]
- CIL XIII, 7359 Heddernheim (Nida), Provinz Germania superior: Mercurio / Cissonio / aram / [L]utevius / [V]icto[ri]/[nus]
- CIL XIII, 8237 Köln (Colonia Claudia Ara Agrippinensium), Provinz Germania inferior:     Mercurio / Cissonio / Lari[ni]us / Sen[i]lis / v(otum) s(olvit) l(ibens) m(erito)
- CIL XIII, 11476 Avenches (Aventicum), Provinz Germania superior: Deo / Mercur(io) / Cisso(nio) L(ucius) C() / Patern(us?) / ex voto
- CIL XIII, 11607 Straßburg (Argentorate), Provinz Germania superior: D(eo) Cissonio / Gitto/nius / Pippau/sus v(otum) s(olvit) l(ibens) / l(aetus) m(erito)